# Sociedad Española de Bioquímica y Biología Molecular
La Sociedad Española de Bioquímica y Biología Molecular es una asociación sin ánimo de lucro que se ocupa del fomento y organización, dentro de España, de actividades relacionadas con los campos de la bioquímica  y de la biología molecular, especialmente en las áreas de investigación y docencia.
Actualmente cuenta con más de 3.700 socios. Es una de las organizaciones que forman parte de la Confederación de Sociedades Científicas de España (COSCE). También forma parte de la Federación Europea de Sociedades de Bioquímica (FEBS) desde su creación

## Historia
La Sociedad Española de Bioquímica se fundó en 1963, en la II Reunión Bioquímica,  celebrada en Santiago de Compostela en el mes de agosto, presidida por Severo Ochoa.  Esta reunión  era la segunda que se celebraba en España, tras la de Santander, celebrada entre el 19 y 21 de julio de 1961, organizada por Santiago Grisolía. Uno de los objetivos de la creación de esta sociedad era que los bioquímicos españoles pudieran participar en la Federación Europea de Sociedades de Bioquímica (FEBS), que se crearía formalmente al año siguiente.
Dos características fundacionales de la sociedad, que todavía se mantienen, son que socios ordinarios deben tener un nivel científico suficiente, aprobado por la sociedad antes de su admisión y la organización periódica de reuniones científicas. Las primeras reuniones se celebraron de forma bianual, y comenzaron a llamarse "Congresos" en 1967.
En 1969, la SEB organizó en Madrid el VI congreso de la FEBS, con la participación de más de 2000 investigadores, lo que representó su reconocimiento a  nivel internacional. El cartel anunciador del Congreso fue obra de Salvador Dalí, y la Fábrica Nacional de Moneda y Timbre emitió un sello conmemorativo del acontecimiento. El éxito de ese congreso, con más de 2000 participantes, hizo que el gobierno español fuera uno de los 14 firmantes originales de la constitución de la Conferencia Europea de Biología Molecular (EMBC).
En 1980 se crearon los grupos científicos dentro de la Sociedad, especializados en distintas ramas de la bioquímica y que agrupan a los socios interesados en cada una de ellas. En 1992, la sociedad cambió su nombre a Sociedad Española de Bioquímica y Biología Molecular, reconociendo el peso creciente de esta rama de la ciencia.
En  1996 organizó en Barcelona el XXIV congreso de la FEBS y en 2012, en Sevilla,  el XXXVII congreso de la FEBS y XXII de la Unión Internacional de Bioquímica y Biología Molecular.

## Publicaciones
Inicialmente, la Sociedad Española de Bioquímica decidió no publicar una revista científica propia, con la intención de promover la publicación en revistas internacionales. El crecimiento de la afiliación durante el final de la década de 1990 hizo que se decidiera editar una revista, SEBBM, en la que se incluyeran especialmente temas de opinión y de  política científica en sentido amplio además de noticias científicas, revisiones de libros y asuntos internos de la sociedad.